# Battaglia di San Germano
La battaglia di San Germano (moderna Cassino, 15-17 maggio 1815), anche detta battaglia di Mignano, fu lo scontro finale della guerra austro-napoletana, e fu vinta dalle truppe austriache comandate da Laval Nugent von Westmeath contro quelle napoletane comandate dal re Gioacchino Murat.
Dopo la sua sconfitta nella battaglia di Tolentino (2-3 maggio), Murat aveva ripiegato su San Germano, la moderna Cassino, dove rafforzò il proprio esercito decimato con le truppe che aveva lasciato indietro a difesa di Napoli durante la guerra; malgrado questo rinforzo, buona parte dei soldati napoletani erano stati uccisi, feriti o avevano disertato, lasciando Murat con appena 15 000 uomini, per gran parte reclute inesperte. Nel frattempo Nugent, che aveva liberato Roma il 30 aprile e si era poi mosso verso Ceprano (dove aveva sconfitto una milizia locale), decise di muoversi per intercettare la ritirata di Murat verso Napoli dopo la sconfitta di Tolentino.
Il 14 maggio, gli Austriaci si mossero sulla posizione di Murat a San Germano e, il giorno successivo, il Re di Napoli decise di contrattaccare, allo scopo di respingere l'avanguardia di Nugent prima dello scontro con la forza nemica; un altro esercito austriaco, però, si stava muovendo contro Murat, forte di 25 000 uomini e al comando di Federico Bianchi, che aveva inseguito il Re dopo la vittoria a Tolentino. Quando gli attacchi napoletani iniziarono ad indebolirsi e l'esercito prese a subire notevoli perdite, Murat ordinò di ripiegare su San Germano e di consolidare una posizione difensiva, ma quando le forze di Nugent si avvicinarono, i Napoletani furono presi alla sprovvista e si ritirarono disordinatamente: mentre il grosso dell'esercito si raggruppò e prese posizione a Mignano, Murat arretrò su Capua con un piccolo contingente. A Mignano avvenne lo scontro finale: 1 000 ussari, sostenuti da truppe di tipo Grenz e Jäger, affrontarono i cavalleggeri napoletani che, subendo ordini contraddittori, alla fine furono costretti a ritirarsi confusamente assieme al grosso della fanteria.
Con l'esercito sbaragliato, Murat prese la decisione di abbandonare l'Italia (19 maggio), mentre i generali napoletani chiesero la pace, firmando poi il trattato di Casalanza.